# Franklin Stewart Adams

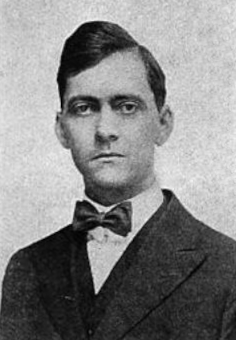

Frank(lin) Stewart Adams (* 4. Januar 1885 in  Hopkinton, Massachusetts, Vereinigte Staaten; † 22. Februar 1964 in White Plains, New York, Vereinigte Staaten) war ein US-amerikanischer Organist und Chorleiter.

## Leben
Frank Stewart Adams wurde an der Syracuse University graduiert. Er war Schüler von Marcel Dupré in Paris und des US-amerikanischen Organisten Wallace Goodrich (1871–1952). Er war Organist am Capitol und am Rialto Theatre in New York City.  Am 30. April 1923 wurde beim Asbury’s Music Festival der Film „The Miracle Man“ aufgeführt. Die Filmmusik wurde eigens dazu komponiert. Frank Stewart Adams spielte den Orgelpart. Er und die Sängerin Cecil Arden (1894–1989) wurden von einem Orchester unter der Leitung von Simone Mantia (1873–1951) und einem Frauenchor begleitet. Er gab viele Konzerte in den Vereinigten Staaten und in Europa. Später war er 27 Jahre lang Organist an der St. Mathew’s Lutheran Church in White Plains. Er war Orgelsachverständiger und unterrichtete und veröffentlichte viele Artikel zum Thema Filmmusik. Er war Orgelsolist bei der Panama-Pacific International Exposition 1915 und der 1939 New York World’s Fair. Er war viele Jahre engagiert in der Society of Theatre Organists mit dem Ziel das Orgelspiel in Filmtheatern zu verbessern. Daneben war er Mitglied der American Guild of Organists, der National Association of Organists, des Music Teachers’ Council, des American Organ Player Clubs of Philadelphia und der Hymn Society of America, die er selbst mitbegründete.

## Werke (Auswahl)
- Fantasia für Orgel, Marcel Dupré gewidmet, H. W. Gray, New York, 1933, OCLC 23274009 OCLC 497046902. I Theme, Variations and Adagio, II Fugue-Finale. (Digitalisat beim IMSLP)
- Reverie.